# Luka Kalan
Luka Kalan (ur. 3 maja 1993 w Kranju) – słoweński hokeista, reprezentant Słowenii.

## Kariera
- Triglav Kranj U20 (2008-2010)
- Triglav Kranj (2009/2010)
- RB Hockey Academy U18 (2010-2011)
- RB Hockey Juniors (2011-2012)
- Mora IK J20 (2012-2013)
- Mora IK (2012/2013)
- Olimpija Lublana (2014-2016)
  -  HK Olimpija Ljubljana U20 (2014/2015)
  -  Triglav Kranj (2014/2015)
  -  Slavija Ljubljana (2015/2016)
- HDD Jesenice (2016-2019)
- Re-Plast Unia Oświęcim (2019-)
- Olimpija Lublana (2021-2023)
- HK Celje (2023)
- Nice (2023-)

Wychowanek klubu Triglav Kranj w rodzinnym mieście. W czerwcu 2019 został zawodnikiem Unii Oświęcim w Polskiej Hokej Lidze. Po sezonie 2020/2021 odszedł z tego zespołu i w maju 2021 przeszedł do Olimpiji Lublana.
Uczestniczył w turniejach mistrzostw świata juniorów do lat 18 edycji 2010 (Dywizja II), 2011 (Dywizja I), mistrzostw świata juniorów do lat 20 edycji 2012, 2013 (Dywizja IA) oraz seniorskich
mistrzostw świata edycji 2019 (Dywizja IA).

## Sukcesy
Reprezentacyjne
- Awans do Dywizji I mistrzostw świata do lat 18: 2010

Klubowe
- Srebrny medal mistrzostw Słowenii: 2015 z Olimpiją Lublana, 2019 z HDD Jesenice
- Puchar Słowenii: 2016 z Olimpiją Lublana, 2018 z HDD Jesenice
- Złoty medal mistrzostw Słowenii: 2016 z Olimpiją Lublana, 2017, 2018 z HDD Jesenice
- Finał Pucharu Słowenii: 2019 z HDD Jesenice
- Finał Pucharu Polski: 2019, 2021 z Unią Oświęcim
- Srebrny medal mistrzostw Polski: 2020[4] z Unią Oświęcim